# فرنسيسكو سيسبيدز
فرنسيسكو سيسبيدز (بالإسبانية: Francisco Céspedes)‏ هو ملحن وكاتب أغاني ومغني كوبي ومكسيكي، ولد في 28 فبراير 1957 في سانتا كلارا في كوبا.

## وصلات خارجية
- فرنسيسكو سيسبيدز على موقع ميوزك برينز (الإنجليزية)
- فرنسيسكو سيسبيدز على موقع أول ميوزيك (الإنجليزية)
- فرنسيسكو سيسبيدز على موقع ديسكوغز (الإنجليزية)